# 牧野ヶ池緑地
牧野ヶ池緑地（まきのがいけりょくち）は愛知県名古屋市名東区（一部は天白区）にある愛知県営の都市公園（広域公園）である。

## 概要
1940年（昭和15年）、名古屋市を取り巻く防空緑地として都市計画決定され、1957年（昭和32年）に広域公園として供用開始。公園の名称は園内北部にあるため池の「牧野池」に因む。公園は1.2キロ四方に広がっているが、その中央部は公園面積の約半分を愛知カンツリー倶楽部のゴルフコースが占めている。
公園自体は通年開放されているものの、有料施設と、無料だが予約が優先される施設がある。また、駐車場は夜間施錠され、一部の施設については夜間と月曜日は利用できない。なお、予約は県内の複数の施設と同様にネットあいちで一元的に取り扱っている。

## 牧野池と公園名
牧野池は江戸時代の正保3年（1646年）に灌漑用に作られたため池で、市内でもっとも大きく、面積は16ha（1989年（平成元年）1月時点では約23haの広さがあった）。かつて周辺は尾張徳川家の御狩場で、現在では渡り鳥の飛来地としても知られている。
過去には「牧池」「牧大池」「牧ノ大池」「牧ノ池」など表記が一定しなかったが、大正時代に「牧野池」と表記が統一された。しかし、1940年（昭和15年）に都市計画決定された際に周辺一帯が「牧野ヶ池緑地」と誤記され、県により公園化された際にもその呼称が引き継がれたことで「牧野ヶ池」や「牧ノ池」など様々な表記がなされてきた。
地元学区や名東区では元の名に戻すべきとして県や市などに働きかけを行ない、2009年（平成21年）7月、池の名称について国土地理院に修正を依頼、正式に「牧野池」となった。地元では公園名称についても「牧野池緑地」と変更する要望が出ている。

## 施設外観

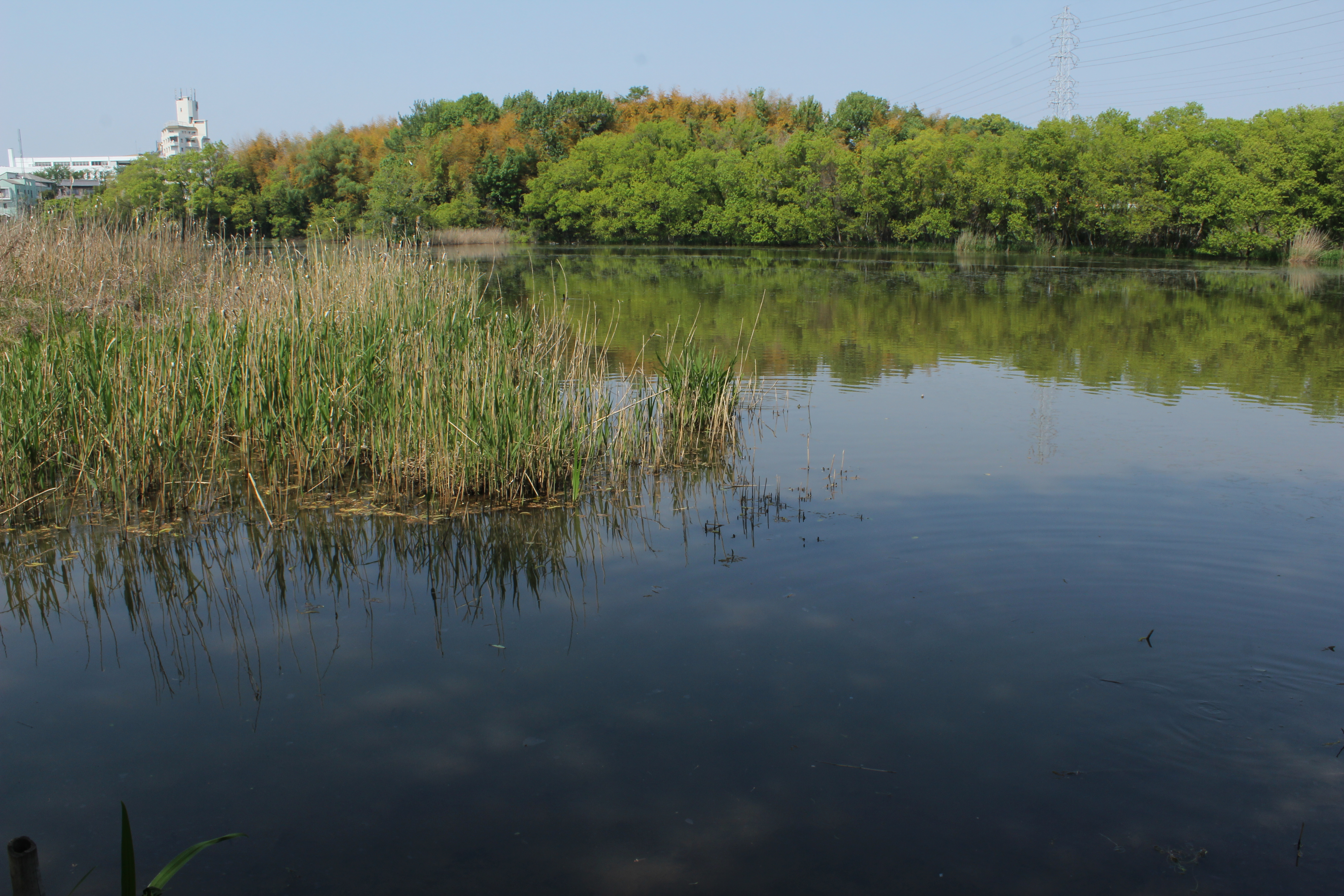
公園名称の由来となった牧野池
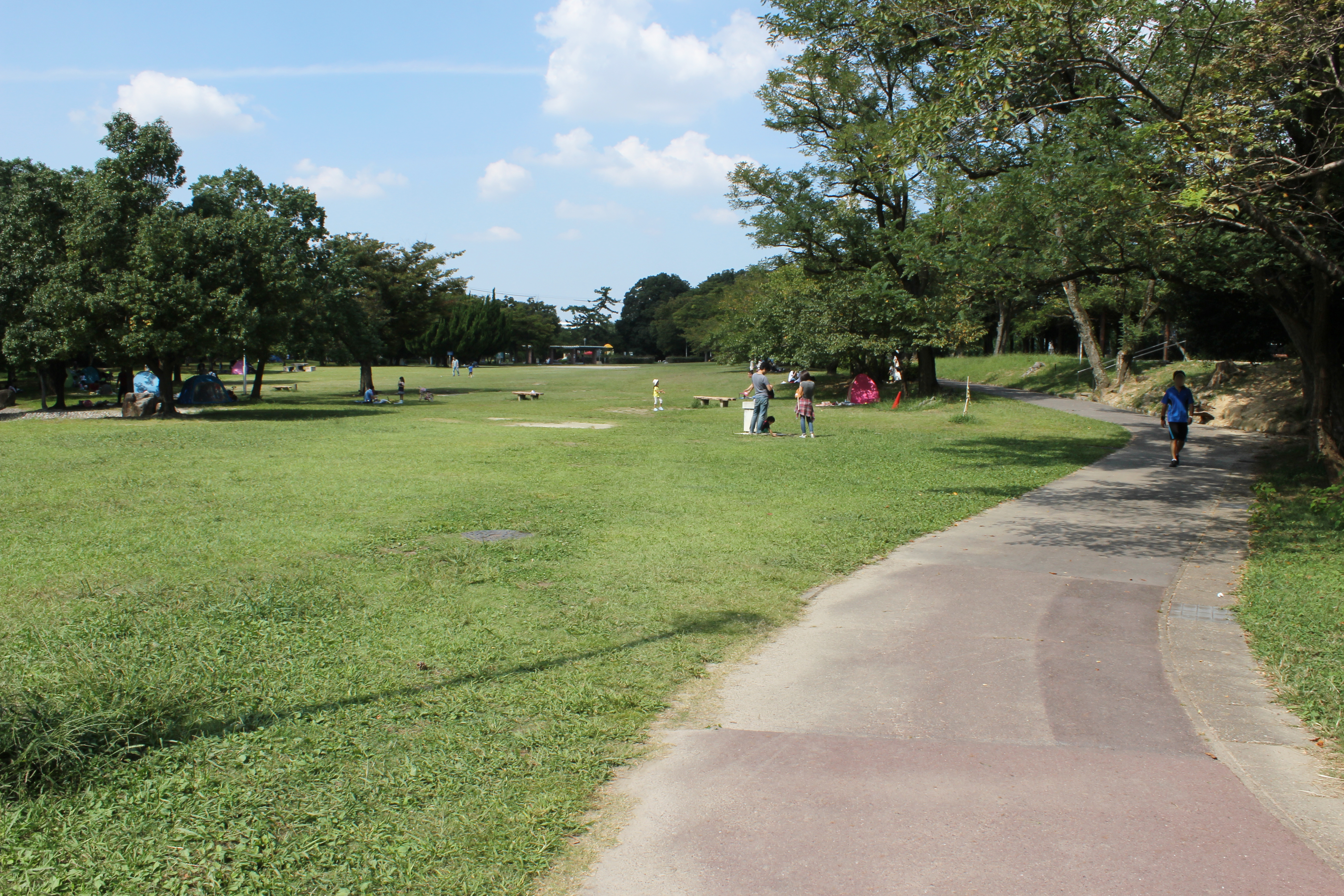
東口側（梅森坂側）の広場
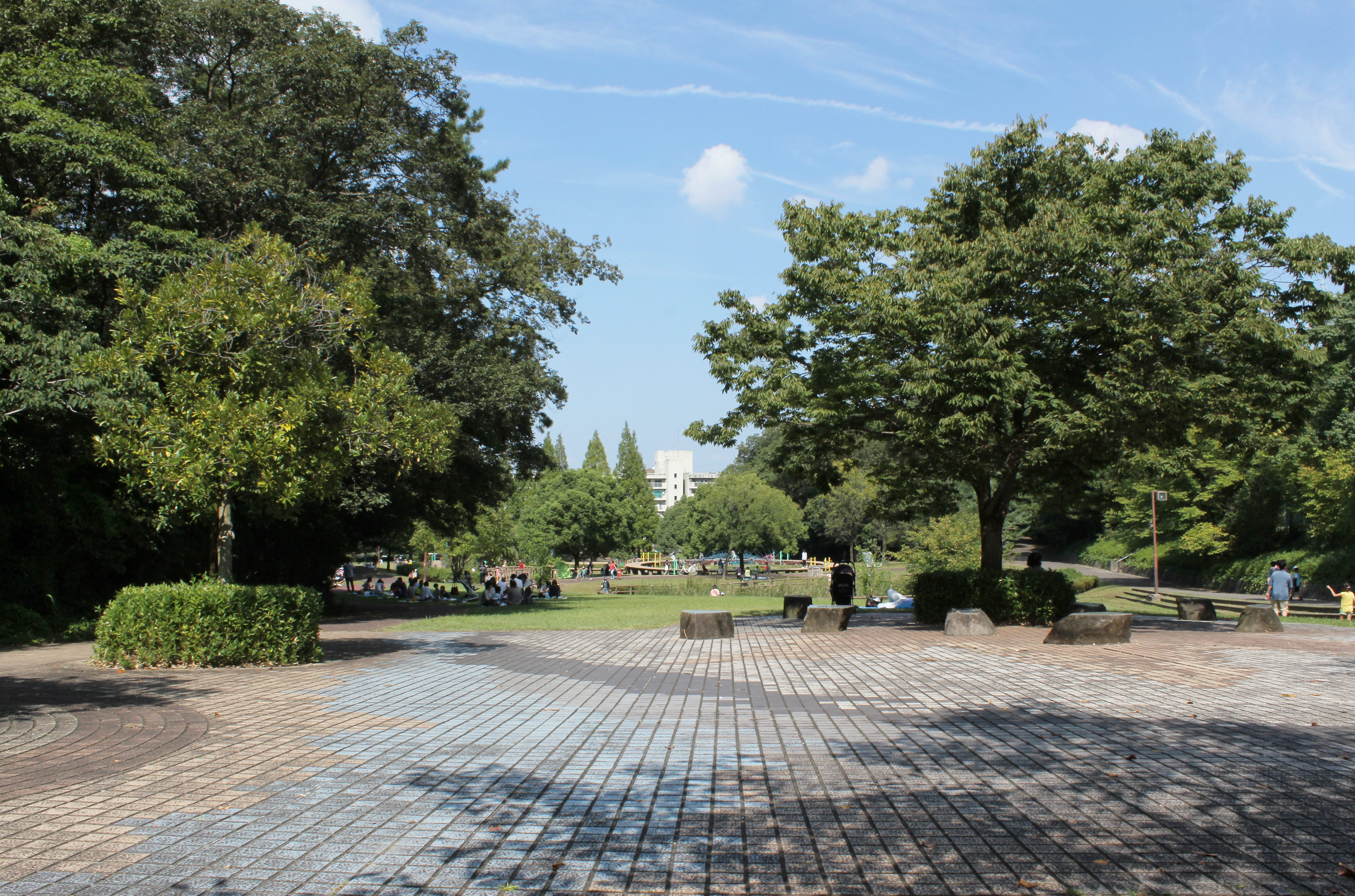
わいわい広場
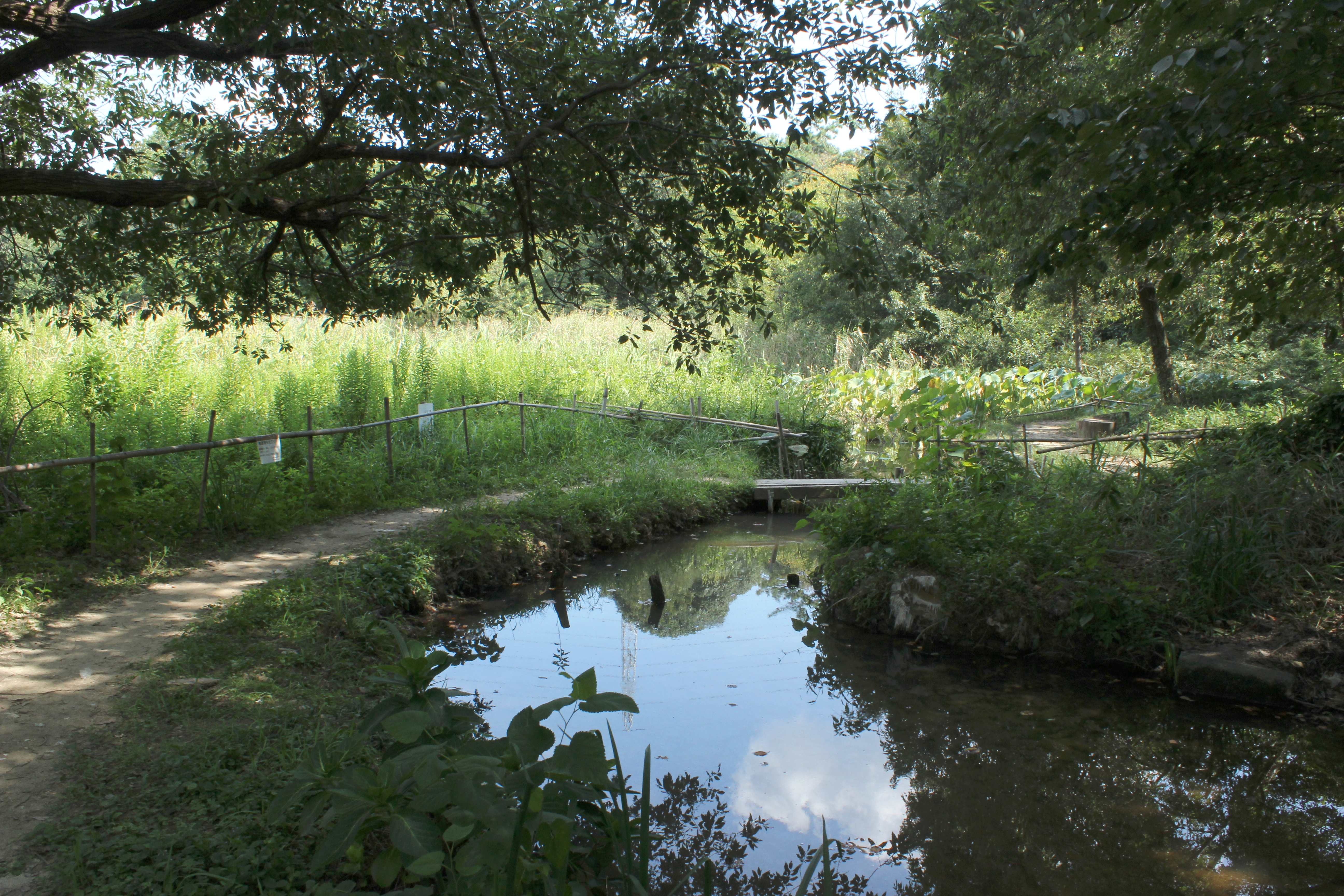
池沿いの道
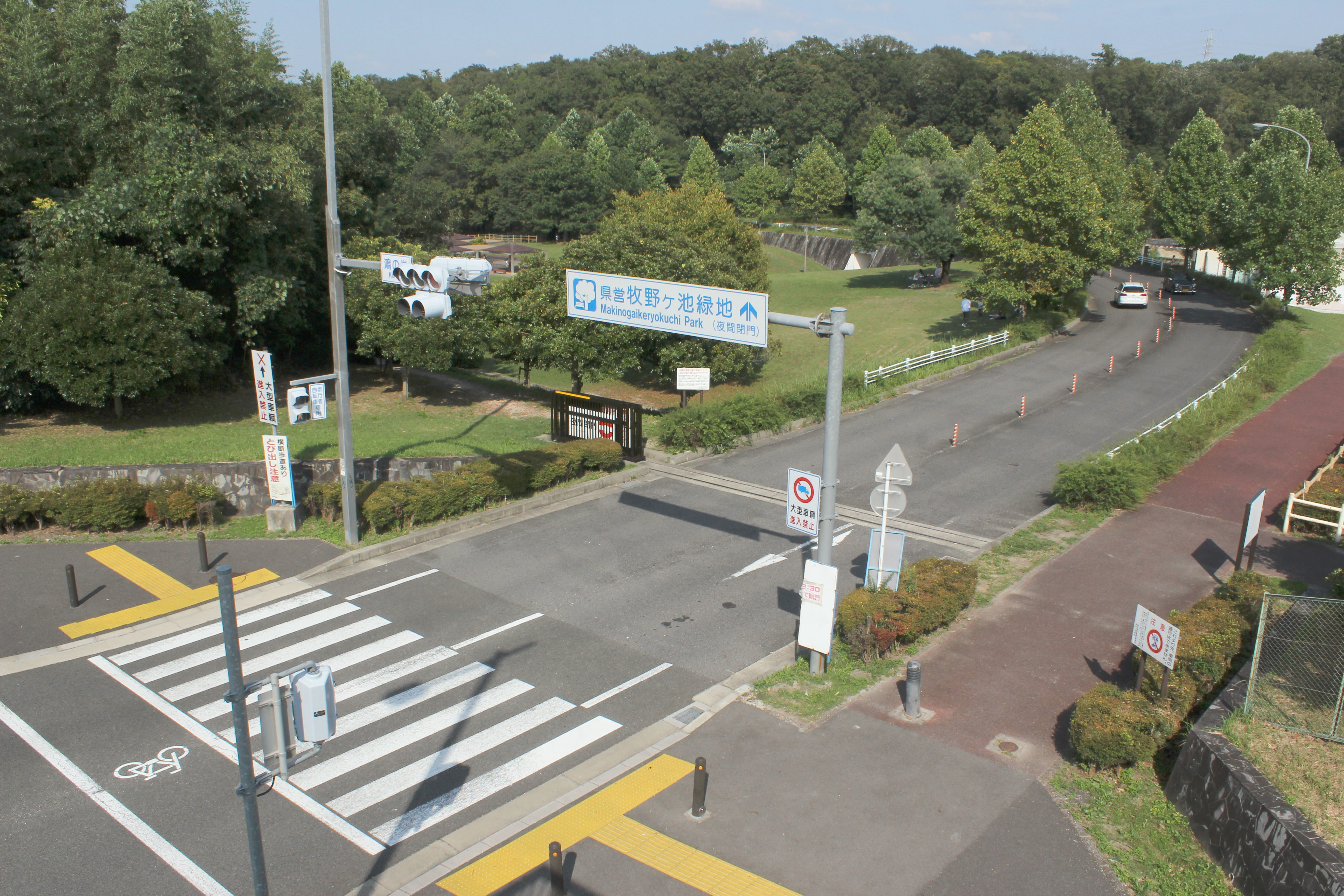
西口（国道302号（名古屋環状2号線）側入口）
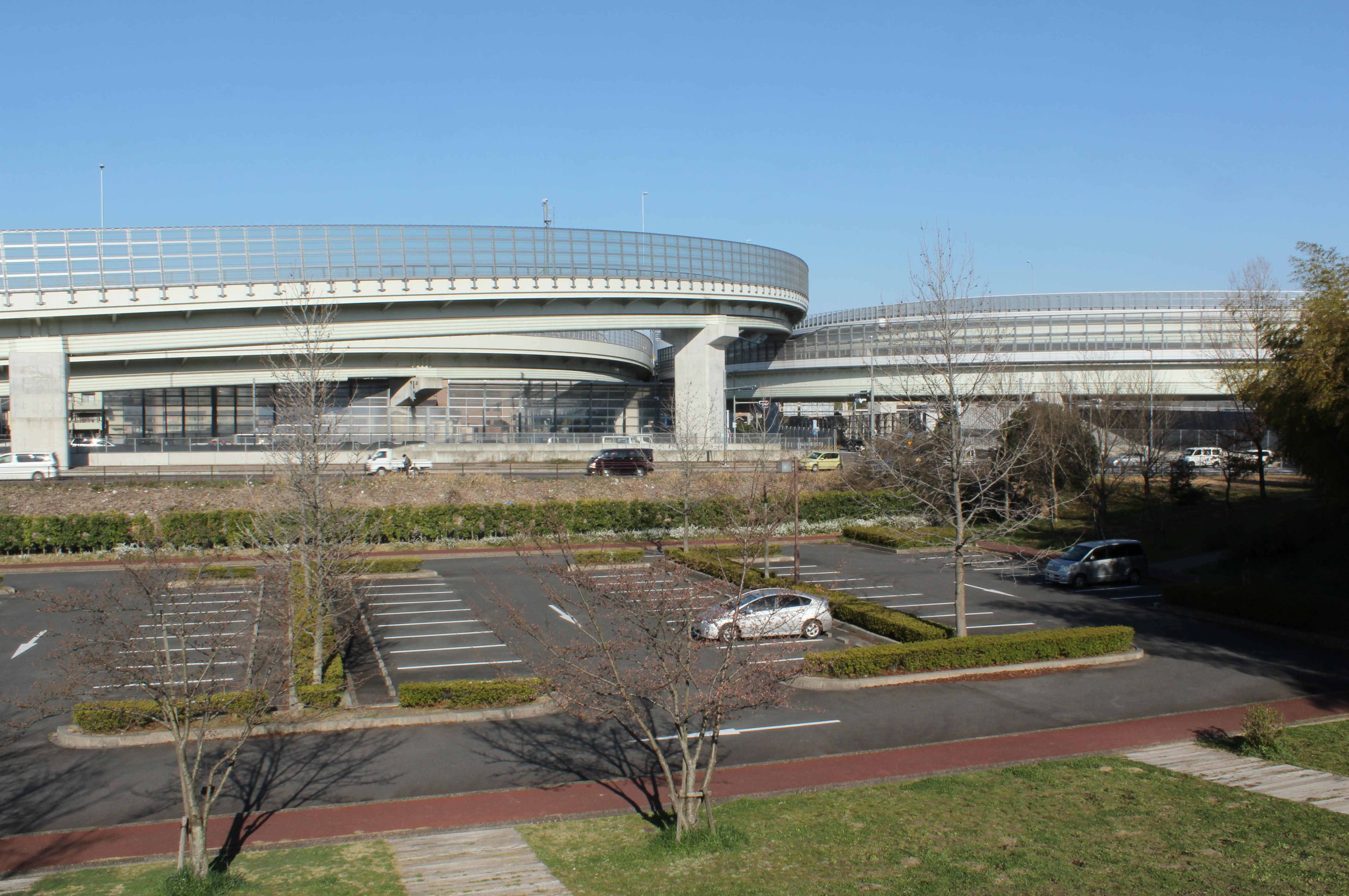
西口北側駐車場（奥は高針JCT）
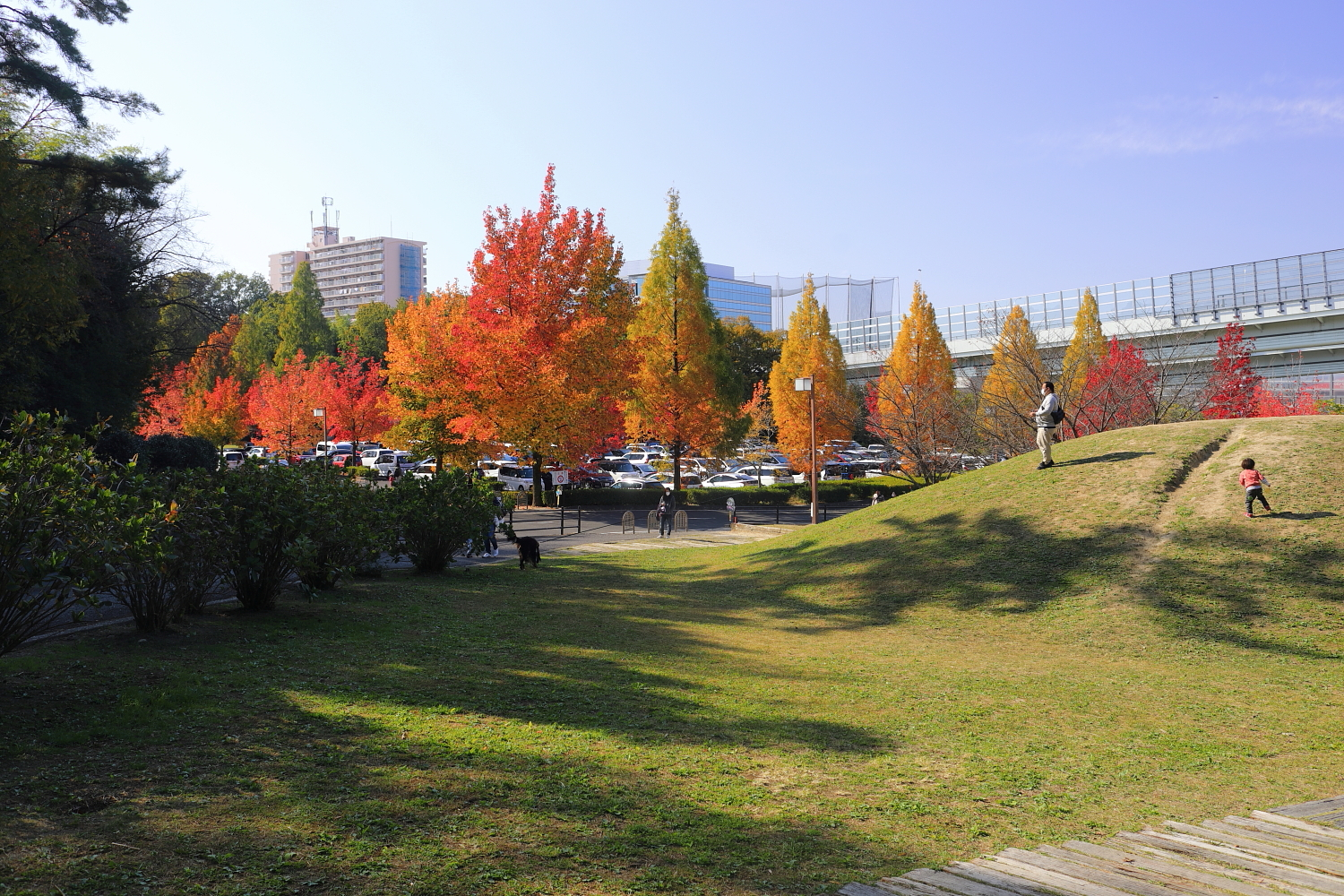
西口駐車場付近
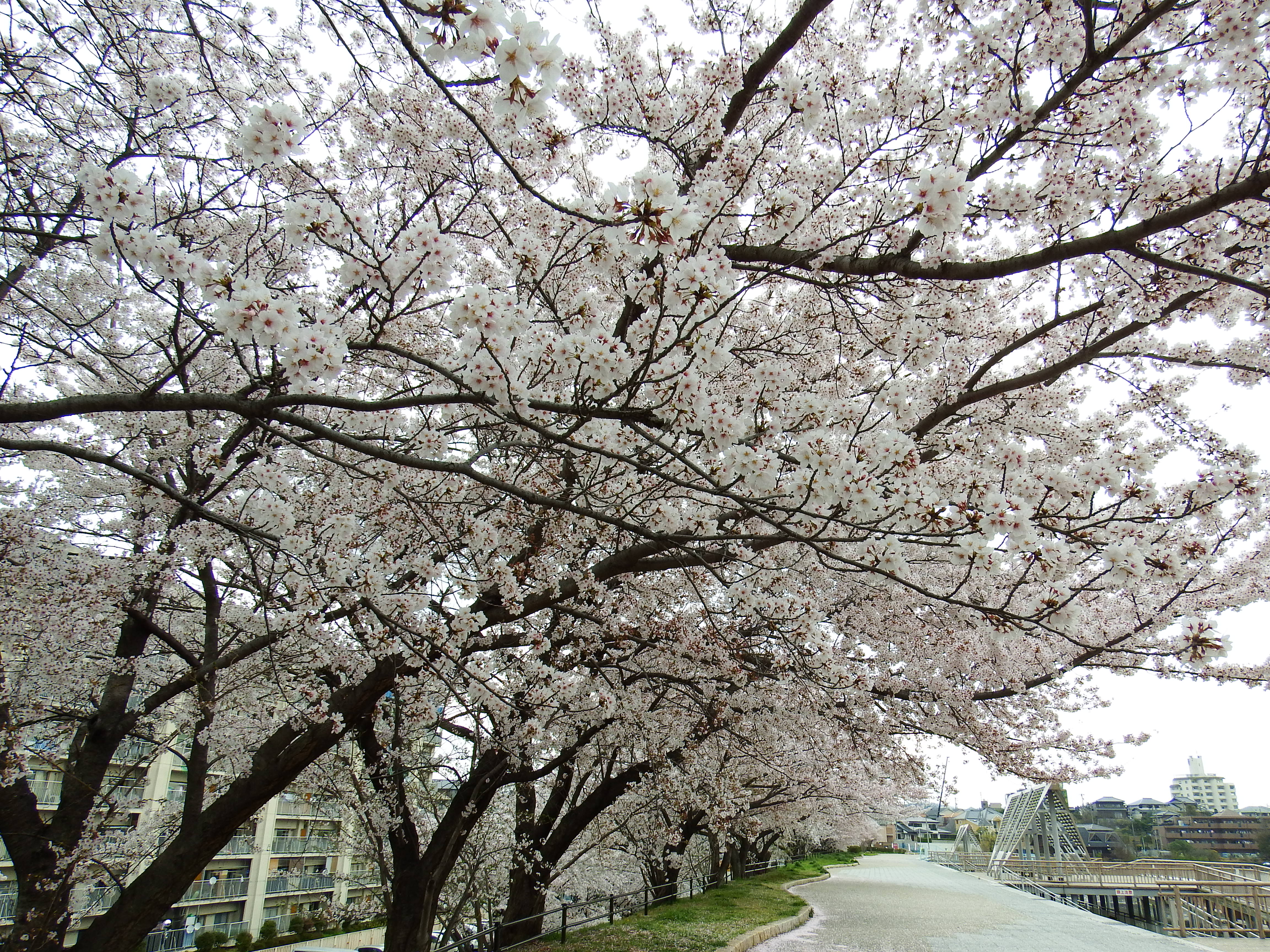
桜並木